# All the Way Home (opera teatrale)
All the Way Home è un'opera teatrale di Tad Mosel, tratta dal romanzo di James Agee Il mito del padre e rappresentata per la prima volta a Broadway nel 1960. Il dramma rimase in scena per oltre trecento repliche ed ebbe numerosi riconoscimenti, fra i quali vinse il prestigioso Premio Pulitzer per la drammaturgia.
Nel 1963 Alex Segal ha diretto un adattamento cinematografico della pièce, Al di là della vita, con Jean Simmons.

## Trama
Il dramma è tratto al romanzo semiautobiografico dello scrittore statunitense James Agee A Death in the Family, pubblicato postumo nel 1957, vincitore del Premio Pulitzer per la narrativa nel 1958, ispirato alla tragica morte del padre dell'autore avvenuta  in incidente automobilistico nel 1915. Le vicende del romanzo si svolgono nell'arco di pochi giorni e sono rappresentate dagli effetti che la morte di un giovane uomo, Jay Follet, provoca sui familiari, soprattutto sulla moglie Mary e i figlioletti Rufus di sei anni e Catherine di quattro anni. Il dramma teatrale di Tad Mosel è ambientato nell'estate del 1915 a Knoxville, nel Tennessee, dove vivono le famiglie allargate dei Follett e dei Lynch. Jay Follet e la moglie incinta Mary Lynch e un figlio di sei anni di nome Rufus, che è molto felice di stare con suo padre; differentemente dal romanzo, la piccola Catherine non è ancora nata. Il fratello di Jay, Ralph, è un becchino, alcolista e maltratta sua moglie Sally. La famiglia di origine di Mary è composta dai due genitori (Joel e Catherine Lynch) e dal fratello Andrew. L'azione si svolge in un periodo di quattro giorni.
Nel primo atto,  Jay e Mary Follett si recano a far visita alla trisnonna di Jay, di 104 anni, che vive con l'anziana figlia Sadie Follet. Più tardi, ritornati a casa, Jay riceve una telefonata allarmante da suo fratello Ralph il quale lo informa che il padre Jim-Wilson sta peggiorando in salute ed è probabilmente in fin di vita. Jay decide di recarsi in automobile nella casa paterna per scoprire cosa sia successo; Mary lo implora di guidare con prudenza, poiché Jay ha l'abitudine di guidare troppo velocemente.
Nel secondo atto, si apprende che Jay è rimasto ucciso in un incidente automobilistico. I familiari cominciano a discutere sulle cause dell'incidente (non è chiaro se Jay stesse guidando ubriaco o se abbia tentato un suicidio) e sulle conseguenze della morte di Jay.
Il terzo atto si svolge il giorno del funerale di Jay. Mary dice a Rufus, per la prima volta, che è incinta e che potrebbe avere un fratellino o una sorellina.

## Rappresentazioni
La prima di All the Way Home si svolse a Broadway al Belasco Theatre il 30 novembre 1960, diretto da Arthur Penn. Il cast comprendeva Colleen Dewhurst (Mary Follet), Lillian Gish (Catherine Lynch), Arthur Hill (Jay Follet), Clifton James (Ralph Follet), Dorrit Kelton (zia Sadie Follet), Aline MacMahon (zia Hannah Lynch), John Megna (Rufus) e Jeff Conaway (un ragazzo). Lo spettacolo terminò il 15 settembre 1961, dopo 333 repliche.
Lo spettacolo è stato ripreso altre volte negli Stati Uniti: Off-Broadway all'Equity Library Theatre nell'ottobre 1979, diretto da Jamie Brown, off-off-Broadway dal Transport Group nel novembre 2006, diretto da Jack Cummings III.

## Riconoscimenti
Tony Award
- 1961 Tony Award alla miglior attrice non protagonista in un'opera teatrale (Colleen Dewhurst), vincitrice
- 1961 Tony Award ai migliori costumi di un'opera teatrale (Raymond Sovey), candidato
- 1961 Direction of a Play (Arthur Penn), candidato
- 1961 Tony Award alla migliore opera teatrale, candidato
- 1961 Tony Award alla miglior scenografia di un'opera teatrale (David Hays), candidato

New York Drama Critics' Circle
- 1961 Best American Play (Tad Mosel), vincitore [9]

1961 Premio Pulitzer per la drammaturgia